# Prix Manuel-Lekuona
Pour les articles homonymes, voir Lekuona.
Le prix Manuel-Lekuona (Manuel Lekuona Saria en basque) est décerné par la Société d'études basques ou Eusko Ikaskutnza depuis 1983 aux « personnes de culture basque dont l’œuvre complète (opera omnia) est d'un intérêt significatif ».
Les critères d'évaluation sont les suivants : avoir une valeur universelle, une trajectoire vitale, une culture basque et une divulgation de l’œuvre.
Le prix garanti l'équilibre territorial des gagnants, c'est-à-dire, qu'il est attribué à une personnalité dont l'origine territoriale diffère chaque année. Par exemple, en 2010, c'était le tour de la Biscaye, conformément à l'ordre établi.
Le nom du prix a été nommé en hommage à Manuel Lekuona, à la fois première personne à recevoir ce prix en 1983, et pour L'ensemble de ses œuvres littéraires ou dans d'autres domaines.

## Les lauréats
- 1983 : Manuel Lekuona
- 1984 : Odón Apraiz
- 1985 : P: Jorge de Riezu
- 1986 : Andrés de Mañaricua y Nuere
- 1987 : Justo Gárate
- 1988 : Manuel Laborde
- 1989 : Eugène Goyheneche
- 1990 : Gerardo López de Guereñu Galarraga
- 1991 : Carlos Santamaría Ansa
- 1992 : Bernardo Estornes Lasa
- 1993 : Francisco Salinas Quijada
- 1994 : Xabier Diharce "Iratzeder"
- 1995 : Adrián Celaya Ibarra
- 1996 : Jorge Oteiza Embil
- 1997 : Micaela Portilla Vitoria
- 1998 : José María Jimeno Jurío
- 1999 : Piarres Charritton
- 2000 : José Miguel Azaola
- 2001 : José Ignacio Tellechea Idígoras[2]
- 2002 : Armando Llanos Ortiz de Landaluze
- 2003 : Jesus Atxa Agirre
- 2004 : Jean Haritschelhar
- 2005 : Elías Amézaga Urlézaga
- 2006 : Menchu Gal Orendain
- 2007 : Sabin Salaberri Urzelai
- 2008 : Montxo Armendariz
- 2009 : Txomin Peillen
- 2010 : José Antonio Arana Martija
- 2011 : José Luis Ansorena
- 2012 : Soledad de Silva y Verástegui
- 2014 : Antxon Agirre Sorondo
- 2015 : Joan Mari Torrealdai Nabea
- 2016 : Jean-Louis Davant